# ホルム＝ボンフェローニ法
統計学において、ホルム＝ボンフェローニ法（ホルム＝ボンフェローニほう、英: Holm–Bonferroni method）は、多重比較問題に対抗するために使われる手法である。ホルムの方法またはボンフェローニ＝ホルム法とも呼ばれる。ファミリーワイズエラー率（FWER）を制御することが意図されており、ボンフェローニ補正よりも一様により強力な（検出力の高い）単純な検定を与える。名称は本手法を体系化したスウェーデンの統計学者スチューレ・ホルム（Sture Holm）とボンフェローニの不等式ひいてはカルロ・エミリオ・ボンフェローニにちなむ。

## 動機
いくつかの仮説を考慮する時、多重性の問題が生じる。つまり、より多くの仮説を調べる程、第一種過誤（偽陽性）を得る確率がより高くなる。ホルム＝ボンフェローニ法は個別の仮説のそれぞれに対する棄却基準を調整することによってファミリーワイズエラー率（1つ以上第一種過誤を犯す確率）を制御するための多くの手法の1つである。

## 定式化
本手法は以下の通りである。
- 小さい順{\displaystyle P_{1},\ldots ,P_{m}}に並べられた{\displaystyle m}個のp値とそれらに対応する仮説{\displaystyle H_{1},\ldots ,H_{m}}を持っていることを考える。ファミリーワイズエラー率は事前に設定した特定の有意水準{\displaystyle \alpha }以下にしたい。
- {\displaystyle P_{1}<\alpha /m}であるならば、{\displaystyle H_{1}}を棄却し、次の段階に進む。さもなければここで検定を止める。
- {\displaystyle P_{2}<\alpha /(m-1)}であるならば、{\displaystyle H_{2}}も棄却し、次の段階に進む。さもなければここで検定を止める。
- これを繰り返す。それぞれのP値について、{\displaystyle P_{k}<{\frac {\alpha }{m+1-k}}}かどうかを検定し、条件を満たせば{\displaystyle H_{k}}を棄却し、次のより大きなP値について調べる。さもなければここで検定を止める。

この手法はファミリーワイズエラー率が {\displaystyle \leq \alpha } であることを保証する。

### 理論的根拠
単純なボンフェローニ補正は、1つ以上の真である帰無仮説を棄却する（すなわち、1つ以上の第一種過誤を犯す）危険が最大でも{\displaystyle \alpha }であることを保証するために、p値が{\displaystyle {\frac {\alpha }{m}}}未満の帰無仮説のみを棄却する。この第一種過誤に対する保護の代償は、1つ以上の偽である帰無仮説を棄却し損う（すなわち、1つ以上の第二種過誤を犯す）危険が増大することである。
ホルム＝ボンフェローニ法は水準{\displaystyle \alpha }で最大ファミリーワイズエラー率も制御するが、古典的なボンフェローニ法よりも第二種過誤の危険の増大がより小さい。ホルム＝ボンフェローニ法はp値を小さい順番に並べ、それぞれ{\displaystyle {\frac {\alpha }{m}}}から{\displaystyle \alpha }の名目α水準（すなわち{\displaystyle {\frac {\alpha }{m}},{\frac {\alpha }{m-1}},\ldots ,{\frac {\alpha }{2}},{\frac {\alpha }{1}}}）と比較する。
- 指数{\displaystyle k}は、棄却を有効とするのに十分低くない最初のp値を特定する。結果として、帰無仮説{\displaystyle H_{(1)},\ldots ,H_{(k-1)}}が既約されるのに対して、帰無仮説{\displaystyle H_{(k)},...,H_{(m)}}は判断が保留される（棄却されない）。
- もし{\displaystyle k=1}ならば、棄却のために十分小さなp値はなく、そのため棄却される帰無仮説はない（すなわち全ての帰無仮説について判断が留保される）。
- こういった指数{\displaystyle k}を見つけることができなかったならば、全てのp値が棄却のために十分小さく、したがって全ての帰無仮説が棄却される。

### 証明
ホルム＝ボンフェローニ法はFWERを以下のように制御する。{\displaystyle H_{(1)}\ldots H_{(m)}}を仮説の族、{\displaystyle P_{(1)}\leq P_{(2)}\leq \cdots \leq P_{(m)}}を並び換えされたp値とする。{\displaystyle I_{0}}を{\displaystyle m_{0}}個の成員を有する（未知の）真である仮説に対応する指数の組とする。
真である仮説を誤って棄却することを仮定する。この事象の確率が最大でも{\displaystyle \alpha }であることを証明しなければならない。{\displaystyle h}を最初に棄却された真である仮説（ボンフェローニ＝ホルム検定によって与えられる順序での最初）とする。すると、{\displaystyle H_{(1)},\ldots ,H_{(h-1)}}は全ての棄却された偽である仮説であり、{\displaystyle h-1\leq m-m_{0}}である。そこから、{\displaystyle {\frac {1}{m-h+1}}\leq {\frac {1}{m_{0}}}} (1) を得る。{\displaystyle h}は棄却されているため、本検定の定義により{\displaystyle P_{(h)}\leq {\frac {\alpha }{m-h+1}}}を得る。(1) 式を使うと、右辺は最大でも{\displaystyle {\frac {\alpha }{m_{0}}}}である。したがって、もし真である仮説を誤って棄却するならば、最大でも{\displaystyle {\frac {\alpha }{m_{0}}}}のP値を持つ真である仮説が存在しなければならない。
そこで、確率変数{\displaystyle A=\left\{P_{i}\leq {\frac {\alpha }{m_{0}}}{\text{ for }}i\in I_{0}\right\}}を定義する。真の仮説の（未知の）集合{\displaystyle I_{0}}が何であれ、（ボンフェローニの不等式により）{\displaystyle \Pr(A)\leq \alpha }となる。その結果、真である仮説を棄却する確率は最大でも{\displaystyle \alpha }である。

## 例
未調整p値{\displaystyle p_{1}=0.01}、{\displaystyle p_{2}=0.04}、 {\displaystyle p_{3}=0.03}、{\displaystyle p_{4}=0.005}を持つ4つの帰無仮説が有意水準{\displaystyle \alpha =0.05}で検定されることを考える。本手順はステップダウン（下降）式であうため、初めに最小のp値{\displaystyle p_{4}=p_{(1)}=0.005}を持つ{\displaystyle H_{4}=H_{(1)}}を検定する。p値は{\displaystyle \alpha /4=0.0125}と比較され、この帰無仮説は棄却されて、次の仮説に進む。{\displaystyle p_{1}=p_{(2)}=0.01<0.0167=\alpha /3}であるため、{\displaystyle H_{1}=H_{(2)}}も同様に棄却され、次に進む。次の仮説{\displaystyle H_{3}}は{\displaystyle p_{3}=p_{(3)}=0.03>0.025=\alpha /2}であるため棄却されない。ここで検定を止め、{\displaystyle H_{1}}と{\displaystyle H_{4}}は棄却され、{\displaystyle H_{2}}と{\displaystyle H_{3}}は棄却されないと結論付ける。ここでファミリーワイズエラー率は水準{\displaystyle \alpha =0.05}で制御されている。ここで留意すべきは、{\displaystyle p_{2}=p_{(4)}=0.04<0.05=\alpha }であるにもかかわらず、{\displaystyle H_{2}}は棄却されないという点である。これは、棄却ができなかったらそこで検定手順が停止するためである。

## 拡張

### ホルム＝シダックの方法
仮説検定が負の依存関係にある時、{\displaystyle {\frac {\alpha }{m}},{\frac {\alpha }{m-1}},\ldots ,{\frac {\alpha }{1}}}を
{\displaystyle 1-(1-\alpha )^{1/m},1-(1-\alpha )^{1/(m-1)},\ldots ,1-(1-\alpha )^{1}}
で置き換えることが可能となる。これによって、わずかにより強力な検定となる。

### 重み付け版
{\displaystyle P_{(1)},\ldots ,P_{(m)}}を並び換えされた未調整p値とする。{\displaystyle H_{(i)}}について、{\displaystyle 0\leq w_{(i)}}を{\displaystyle P_{(i)}}に対応させる。
{\displaystyle P_{(j)}\leq {\frac {w_{(j)}}{\sum _{k=j}^{m}w_{(k)}}}\alpha ,\quad j=1,\ldots ,i}
であるならば、{\displaystyle H_{(i)}}を棄却する。

### 調整p値
ホルム＝ボンフェローニ法に対する調整p値は
{\displaystyle {\widetilde {p}}_{(i)}=\max _{j\leq i}\left\{(m-j+1)p_{(j)}\right\}_{1},{\text{ where }}\{x\}_{1}\equiv \min(x,1)}
である。
前の例では、調整p値は{\displaystyle {\widetilde {p}}_{1}=0.03}、{\displaystyle {\widetilde {p}}_{2}=0.06}、{\displaystyle {\widetilde {p}}_{3}=0.06}、{\displaystyle {\widetilde {p}}_{4}=0.02}となる。仮説{\displaystyle H_{1}}および{\displaystyle H_{4}}のみが水準{\displaystyle \alpha =0.05}で棄却される。
重み付けされたp値は、
{\displaystyle {\widetilde {p}}_{(i)}=\max _{j\leq i}\left\{{\frac {\sum _{k=j}^{m}{w_{(k)}}}{w_{(j)}}}p_{(j)}\right\}_{1},{\text{ where }}\{x\}_{1}\equiv \min(x,1)}
である。調整p値がα未満である時かつその時に限り仮説は水準αで棄却される。等しい重みを用いた前の例では、調整p値は0.03、0.06、0.06、0.02である。これは、α = 0.05を使って、この手順によって仮説1および4のみが棄却されることを見るための別のやり方である。

## 代替法と用法
ホルム＝ボンフェローニ法は古典的なボンフェローニ補正よりも「一様に」より検出力が高い。これは、常に少なくとも同等に検出力が高いことを意味する。
ファミリーワイズエラー率を制御するためのホルム＝ボンフェローニ法よりも強力なその他の手法が存在する。例えば、ホッホベルクのステップアップ手順では、{\displaystyle H_{(1)}\ldots H_{(k)}}の棄却は{\displaystyle P_{(k)}\leq {\frac {\alpha }{m+1-k}}}であるような「最大の」指数{\displaystyle k}を見つけた後に成される。したがって、ホッホベルクの手順はホルムの手順よりも一様により強力である。しかしながら、ホッホベルクの手順は仮説が独立である、または正の依存性を持つ特定の形式の下にあることを必要とするが、ホルム＝ボンフェローニ法はそういった仮定なしに適用することができる。同様のステップアップ手順にホンメル（Hommel）の手順がある。これはホッホベルクの手順よりも一様により強力である。

## 名称
カルロ・エミリオ・ボンフェローニは本項で記述したホルム＝ボンフェローニ法の考案には関与していない。ホルムは元々本手法を「逐次棄却型ボンフェローニ検定」と呼び、しばらくした後でホルム＝ボンフェローニ法と呼ばれるようになった。自身の手法をボンフェローニに因んで命名したホルムの動機は原論文において以下のように説明されている: 『多重推測理論内でのブールの不等式の使用は大抵ボンフェローニ・テクニックと呼ばれ、この理由からこの検定を逐次棄却型ボンフェローニ検出と呼ぶことにする』。